# Argyll

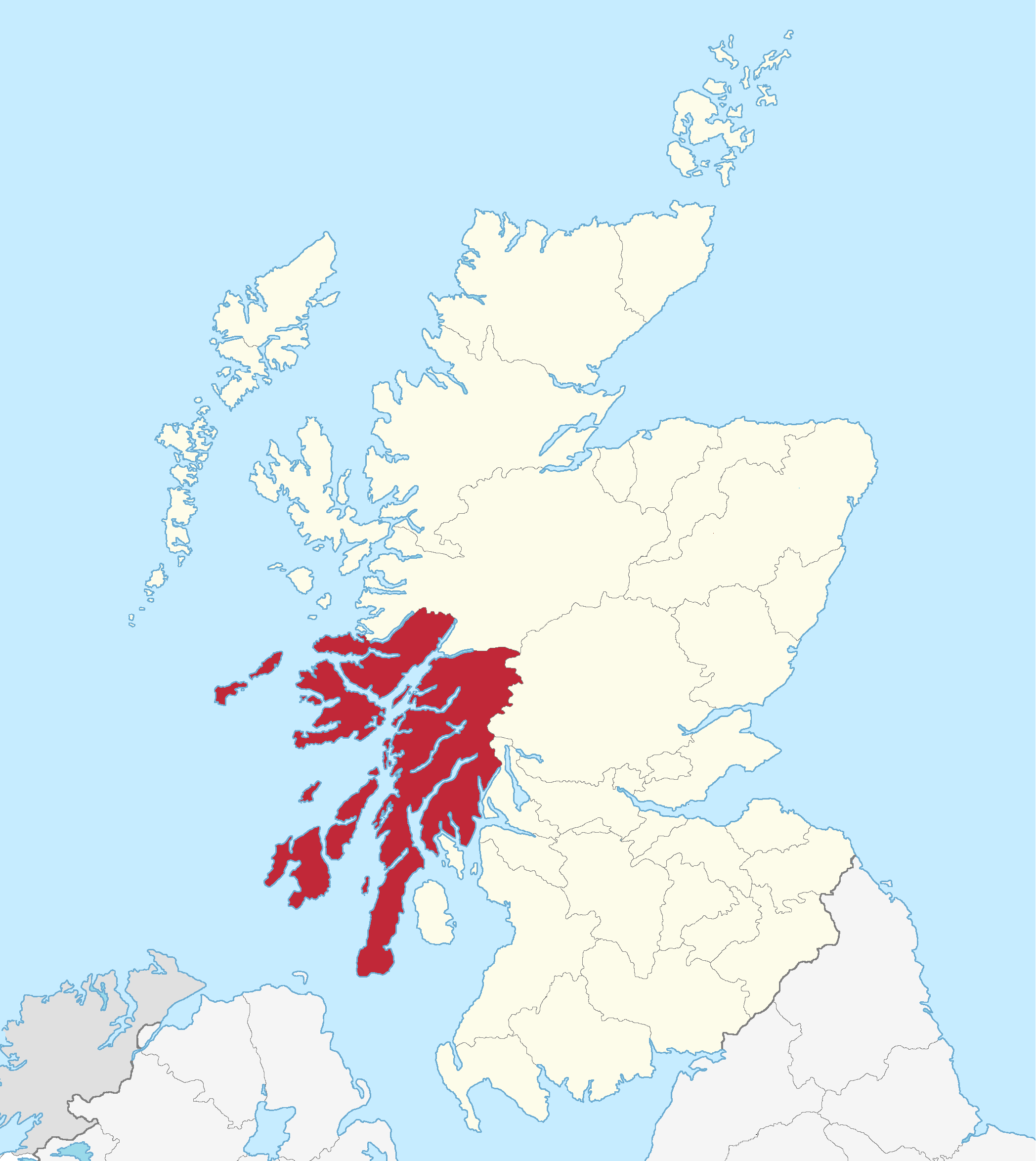
Argyll

Argyll (gael. Earra-Ghàidheal) – historyczne hrabstwo w Szkocji, obecnie w okręgu Argyll and Bute. Od II w n.e. zamieszkane przez Celtów z Irlandii (Szkoci). Już w wieku III Argyll znalazł się pod panowaniem Celtów, którzy stworzyli na jego obszarze królestwo Dalriada (V-IX w.). W drugiej połowie IX wieku weszło w skład Szkocji.